# Angelo Sodano

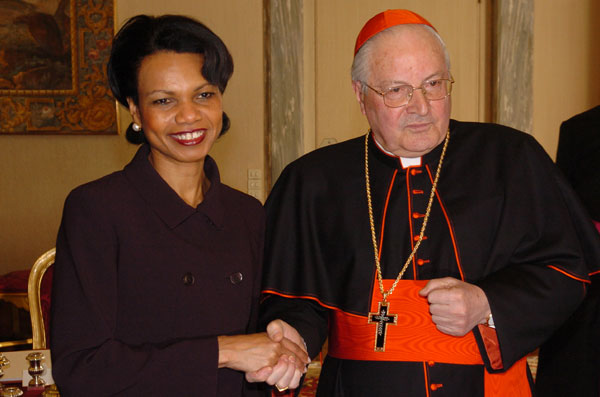
Kardynał Sodano podczas spotkania z sekretarz stanu Stanów Zjednoczonych Condoleezą Rice

Angelo Sodano (ur. 23 listopada 1927 w Isola d’Asti, zm. 27 maja 2022 w Rzymie) – włoski duchowny rzymskokatolicki, doktor nauk teologicznych i prawa kanonicznego, dyplomata watykański, arcybiskup, nuncjusz apostolski w Chile w latach 1978–1988, sekretarz Kurii Rzymskiej w latach 1988–1989, sekretarz ds. relacji z państwami w Sekretariacie Stanu Stolicy Apostolskiej w latach 1989–1990, pro-sekretarz stanu Stolicy Apostolskiej
w latach 1990–1991, kardynał od 1991 (najpierw w stopniu prezbitera, w 1994 promowany do stopnia biskupa), sekretarz stanu Stolicy Apostolskiej w latach 1991–2006, dziekan Kolegium Kardynalskiego w latach 2005–2019, od 2019 emerytowany dziekan Kolegium Kardynalskiego.

## Życiorys
Urodził się w Isola d’Asti, w Piemoncie, w północnych Włoszech. Jego ojciec sprawował mandat deputowanego do włoskiego parlamentu.
Angelo Sodano studiował w seminarium w Asti i tamże 23 września 1950 został wyświęcony na kapłana. Uzyskał doktoraty z teologii na Papieskim Uniwersytecie Gregoriańskim i z prawa kanonicznego na Papieskim Uniwersytecie Laterańskim. Ukończył również Papieską Akademię Kościelną (watykańską szkołę dyplomacji).
Pracował w Asti do 1959 jako wykładowca i duszpasterz młodzieży. W 1959 został zaproszony do Watykanu przez arcybiskupa Angela Dell’Acquę. W 1962 już jako dyplomata otrzymał nominację na zagraniczną placówkę, był kolejno sekretarzem nuncjatur w Ekwadorze, Urugwaju, Chile. W 1968 wrócił do Watykanu, gdzie przez prawie 10 lat pracował w Radzie Publicznych Spraw Kościoła. Otrzymał honorowe tytuły nadzwyczajnego tajnego szambelana (1962) i kapelana Jego Świątobliwości (1963).
30 listopada 1977 został mianowany arcybiskupem tytularnym Nova Caesaris i nuncjuszem apostolskim w Chile. Sakrę biskupią przyjął 15 stycznia 1978 w Asti z rąk kardynała Antonia Samore. W maju 1988 przeszedł na stanowisko sekretarza Rady Spraw Publicznych Kościoła, a po reorganizacji Kurii Rzymskiej pełnił funkcję sekretarza sekcji kontaktów z państwami w Sekretariacie Stanu; stał również na czele Papieskiej Komisji ds. Rosji. Reprezentował Watykan na spotkaniach ministrów spraw zagranicznych państw-stron Konferencji Bezpieczeństwa i Współpracy Europejskiej w Wiedniu, Kopenhadze, Nowym Jorku i Paryżu.
Po przejściu kardynała Agostina Casaroliego w stan spoczynku objął 1 grudnia 1990 stanowisko prosekretarza stanu. Po nominacji kardynalskiej (czerwiec 1991) został pełnoprawnym sekretarzem stanu. Wyniesiony do godności kardynała 28 czerwca 1991 przez papieża Jana Pawła II, otrzymał tytuł prezbitera S. Maria Nuova. Wielokrotnie reprezentował papieża na uroczystościach religijnych i rocznicowych w charakterze legata lub specjalnego wysłannika, m.in. na uroczystościach 1000-lecia archidiecezji gnieźnieńskiej w marcu 2000. Pełnił funkcję prezydenta-delegata na IV konferencji generalnej Episkopatów Latynoamerykańskich w Santo Domingo (Dominikana) w październiku 1992. W styczniu 1994 został promowany na kardynała biskupa, otrzymał podmiejską stolicę biskupią Albano.
W 1997 r. jako wysłannik papieża Jana Pawła II przewodniczył uroczystościom pogrzebowym Matki Teresy z Kalkuty.
Wraz ze śmiercią Jana Pawła II (2 kwietnia 2005) utracił stanowisko sekretarza stanu, ale został ponownie mianowany przez kolejnego papieża Benedykta XVI. Przed konklawe w 2005 wymieniany był jako jeden z papabili. 27 kwietnia 2005 został dziekanem kolegium kardynalskiego i trzy dni później otrzymał związaną z tym stanowiskiem podmiejską diecezję Ostii (kardynałem biskupem Ostii był przed wyborem na papieża Joseph Ratzinger).
22 czerwca 2006 papież Benedykt XVI przyjął rezygnację kard. Sodana z funkcji sekretarza stanu (złożoną ze względu na podeszły wiek) i mianował na jego miejsce kzrd. Tarcisia Bertonego, który objął nowy urząd 15 września 2006. 23 listopada 2007 w związku z ukończeniem 80. roku życia utracił prawo do czynnego udziału w przyszłym konklawe.
18 kwietnia 2010 jako osobisty wysłannik papieża Benedykta XVI miał przewodniczyć uroczystościom pogrzebowym polskiej pary prezydenckiej Lecha i Marii Kaczyńskich. Jednak jego przylot został odwołany z powodu obecności wulkanicznego pyłu nad Europą.
21 grudnia 2019 papież Franciszek przyjął jego rezygnację z urzędu dziekana Kolegium Kardynalskiego. Od tej chwili kardynałowi Sodano przysługiwał honorowy tytuł emerytowanego dziekana Kolegium Kardynalskiego. Jego następca – kard. Giovanni Battista Re – został wybrany po raz pierwszy według nowych zasad na 5-letnią kadencję z możliwością jej przedłużenia.
Zmarł 27 maja 2022 w rzymskiej klinice z powodu choroby COVID-19. Uroczystości pogrzebowe odbyły się 31 maja 2022 w bazylice św. Piotra na Watykanie. 1 czerwca 2022 został pochowany w katedrze w Asti.

## Odznaczenia i tytuły
Został odznaczony m.in. Orderem Zasługi Republiki Włoskiej, Krzyżem Wielkim Orderu Zasługi Rzeczypospolitej Polskiej (2006), Orderem Annuncjaty (2002) oraz słowackim Orderem Podwójnego Białego Krzyża I klasy (1997). W 1992 odznaczony Złotym Orderem Wolności Republiki Słowenii.
W 2003 został mianowany doktorem honoris causa Uniwersytetu Kardynała Stefana Wyszyńskiego.